# 都築譲
都築 譲（つづき ゆずる、1950年〈昭和25年〉9月23日 - 2018年〈平成30年〉4月16日）は、日本の政治家、労働官僚。
参議院議員（1期）、衆議院議員（2期）、愛知県幡豆郡一色町町長（2期）を歴任。

## 来歴・人物
愛知県幡豆郡一色町出身。一色町立一色中学校（現西尾市立一色中学校）、愛知県立刈谷高等学校から東京大学へ進学。1975年、同大学法学部を卒業後、労働省（現・厚生労働省）へ入省。1987年から3年間、外務省に出向。経済協力開発機構（OECD）パリ本部の日本代表部に勤務した。1994年7月、労働省を退官。
1994年9月11日、新間正次経歴詐称事件による公職選挙法違反で参議院議員・新間正次の当選が無効となったことに伴い行われた参議院愛知県選挙区の再選挙に、あいち改革推進協議会から出馬。新生党、公明党、日本新党、民社党、自由党、新党みらいの推薦を得て初当選した。
1998年7月12日の第18回参議院議員通常選挙に出馬するも、落選。
2000年6月25日の第42回衆議院議員総選挙に愛知12区から自由党公認候補として出馬。小選挙区では3番目の投票数だったが、比例復活で当選。

### 公職選挙法違反
2003年7月23日、自由党の小沢一郎党首と民主党の菅直人代表は両党の合併に合意した（民由合併）。これに伴って議員たちの競合する選挙区の調整が図られ、都築は出身地の愛知12区から愛知15区への「国替え」を余儀なくされた。8月8日、愛知15区からの出馬を正式表明。自由党は9月26日に解党し、民主党に吸収合併され、民主党は都築を比例東海ブロックの「名簿」第1位に登載した。同年11月9日の第43回衆議院議員総選挙では、民主党公認で出馬。愛知15区では落選したが、比例復活で当選した。
しかし当選直後の11月15日、選挙運動員の一人が公職選挙法違反の疑いで逮捕される。11月17日、選挙対策幹部2人（元自由党愛知14総支部会長、民主党愛知15総支部役員）も逮捕。以上3名は、別の運動員に対し、電話で有権者に投票を依頼する報酬として計数十万円のアルバイト料の支払いを約束したとして、買収の罪に問われた。11月19日朝、選対本部事務局次長を務めた連合愛知豊橋地域協議会事務局長が豊橋市の自宅で首をつって死んでいるのが見つかった。同事務局長はこの日の午後1時から事情聴取を受ける予定だった。11月27日には公設秘書が逮捕され、続いて11月28日、選対事務局長を務めていた豊橋市議の草野年彦が逮捕された。都築は公職選挙法違反に問われ、連座制適用の危機に遭った。
2004年8月2日、名古屋高等裁判所（川原誠裁判長）は被告人（都築の選挙対策幹部2人）に有罪判決を下した一審判決を支持し、被告側の控訴を棄却。被告側は上告して連座制適用を先送りにしたが、同年11月2日、最高裁判所第三小法廷（上田豊三裁判長）でも上告が棄却され、一、二審判決が確定。同日、連座制により失職する前に自ら辞職を表明した。11月4日に辞職が受理され、田村謙治が繰り上げ当選した。都築は愛知15区からの立候補が5年間禁止されることとなった。
2005年1月21日、民主党代表・岡田克也の私設秘書となる。後に岡田の政策秘書になった。同年9月12日、政策秘書を辞職。9月13日、翌年に行われる一色町長選挙に立候補する意向を表明した。
2006年1月29日の一色町長選挙に立候補。元町議の今川光、現職の大河内光行（自民党推薦）らを破り初当選した。国会議員経験者が町村長を務めたのは全国的に珍しい。
2010年1月、無投票で再選。2011年3月31日、一色町が西尾市に編入されたことに伴い、町長を退任。
国民の生活が第一代表の小沢一郎に国政を目指す思いを伝えたところ激励される。2012年8月25日、愛知12区から立候補する意向と同党に公認を申請していることを明らかにした。
同年12月16日の第46回衆議院議員総選挙に愛知12区から日本未来の党公認で出馬するも、落選。
2013年5月26日の西尾市長選挙に無所属で出馬するも、落選。
2014年4月6日、旧一色町が、2011年に町内の産業廃棄物処分場跡地で行われた土壌汚染調査の結果を第三者に秘密にするとの契約を、調査した業者との間で結んでいたことが明らかとなった。同契約の締結日は、一色町が西尾市と合併する前日の2011年3月31日であった。契約書の町長公印について、当時一色町長であった都築は「記憶にない」と関与を否定。ところが2014年4月12日には一転して、町が作成した起案文書の町長決裁欄に書かれたサインを自分のものと認めた。
2018年4月16日、膵臓癌のため死去。67歳没。

## 選挙の記録
| 執行日         | 選挙                     | 選挙区       | 所属党派             | 当落 |
| -------------- | ------------------------ | ------------ | -------------------- | ---- |
| 1994年9月11日  | 第16回参議院議員補欠選挙 | 愛知県選挙区 | あいち改革推進協議会 | 当   |
| 1998年7月12日  | 第18回参議院議員通常選挙 | 愛知県選挙区 | 無所属               | 落   |
| 2000年6月25日  | 第42回衆議院議員総選挙   | 愛知12区     | 自由党               | 比当 |
| 2003年11月9日  | 第43回衆議院議員総選挙   | 愛知15区     | 民主党               | 比当 |
| 2006年1月29日  | 一色町長選挙             |              | 無所属               | 当   |
| 2010年1月31日  | 一色町長選挙             |              | 無所属               | 当   |
| 2012年12月16日 | 第46回衆議院議員総選挙   | 愛知12区     | 日本未来の党         | 落   |
| 2013年5月26日  | 西尾市長選挙             |              | 無所属               | 落   |

## 備考
- 参議院議員時代に都築の政策担当秘書を務めた安積明子[26]はのちに政治ジャーナリストとなった。